# Ian Rogers

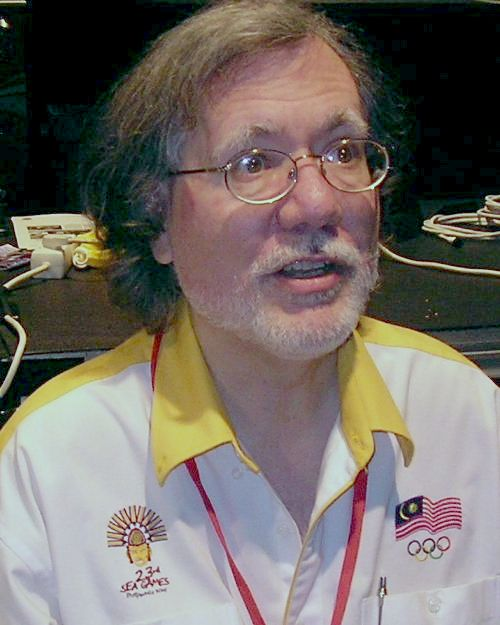
Ian Rogers, Dortmund 2010

Ian Rogers (24 juni 1960, Hobart, Tasmanië) is een Australische schaker. Hij is, sinds 1985, een grootmeester (GM). Vier keer was hij de kampioen van Australië.

## Carrière
Rogers is de eerste in Australië opgegroeide schaakgrootmeester. Rogers werd in 1985 GM, na in 1980 een Internationaal Meester (IM) te zijn geworden. Voor meer dan 20 jaren was hij de Australische speler met de hoogste rating. Hij vertegenwoordigde Australië op 14 Schaakolympiades, waarvan 12 aan het eerste bord.
Rogers won meer dan 120 schaaktoernooien, waaronder 15 round-robin GM-toernooien. Vier keer won hij het kampioenschap van Australië, in 1980, 1986, 1998 en 2006. Hij heeft het record voor het hoogste aantal keren winnen, direct dan wel na tiebreak, van de traditionele Doeberl Cup: 12.
In 1983 was hij gedeeld eerste bij het kampioenschap van de Commonwealth, in december 1984 won hij in Nuoro en in 1985 won hij in Kragujevac (Joegoslavië). Zijn beste toernooi-prestatie realiseerde hij bij het Belgrado Open in 1984. In 1988 won hij in Calcutta (India), voor Lev Psakhis.
Drie keer op rij, 1988, 1989 en 1990, won hij het GM-toernooi in Groningen, met 1 punt voorsprong op de achtervolgers in 1988 en 1989, 1 punt boven Viswanathan Anand, en gedeeld in 1990. In 1996 won Rogers de 56e editie van het Daniël Noteboom-toernooi en in 1997 werd hij gedeeld eerste in het Schaaktoernooi Hoogeveen. Rogers' hoogste internationale ranking was 50e van de wereld, in 1999. In 2001 won hij het Kilkenny International Masters. In januari 2002 nam hij deel aan het Corus Invitation Tens toernooi, dat hij won met 6½ pt. uit 9. In juli 2005 eindigde hij in Amsterdam in de A-groep met 100 deelnemers van het Amsterdam Chess toernooi, gedeeld 2e met 6.5 punt uit 9, in het met 7 pt. door Pavel Eljanov gewonnen toernooi. In oktober 2005 werd Rogers met 6.5 punt uit 9 gedeeld 2e in de Open groep van het Essent Schaaktoernooi in Hoogeveen, dat door Vladimir Baklan met 7 uit 9 gewonnen werd.
In 2005 werd hij FIDE Senior Trainer. Op medisch advies trok Rogers zich in juli 2007 terug uit het competitieve schaken. Van 1984 tot zijn stoppen met op hoog niveau schaken in juli 2007, was hij de Australische speler met de hoogste ranking.
Gedurende zijn carrière als schaker, en nog meer na zijn terugtrekken uit het competitieve schaken, heeft Rogers voor diverse media reportages verzorgd over schaaktoernooien, met assistentie als fotografe van zijn vrouw Cathy Rogers. Hij zat in een panel van de BBC-televisie bij hun verslaggeving over het Wereldkampioenschap schaken in 1993. Hij versloeg diverse grote kampioenschappen voor het persagentschap Reuters. Rogers was ook commentator bij belangrijke matches en toernooien over de hele wereld, waaronder wereldkampioenschappen en kandidatenmatches in Londen, en toernooien in Wijk aan Zee, Moskou en Saint Louis.
Rogers ontving in 1996 de Medal of the Order of Australia (OAM) voor zijn verdiensten voor de schaaksport.

## Teamschaak

### Nationale teams
Tussen 1978 en 2006 speelde Rogers in 14 Schaakolympiades (de complete reeks m.u.v. 1998), waarbij hij twaalf keer aan het eerste bord van het Australische team speelde. Bij het Aziatische kampioenschap voor landenteams in 1981 werd hij met het Australische team derde.

### Schaakverenigingen
In de Britse Four Nations Chess League speelde Rogers van 1996 tot 1999 bij het team van British Chess Magazine, van 2000 tot 2002 voor Beeson Gregory, waarmee hij winnaar van de 4NCL werd in 2001 en in 2002, en van 2003 tot 2007 voor The ADs.
In de eerste klasse van de Duitse bondscompetitie speelde Rogers van 1995 tot 1997 en van 1998 tot 2000 bij de Delmenhorster Schachklub (waarbij hij ook speelde in de seizoenen 1994/95 en 1997/98, in die jaren in de tweede klasse van de Duitse bondscompetitie) en in seizoen 2000/01 bij SV Castrop-Rauxel.
In de Nederlandse Meesterklasse (tot 1996 "Hoofdklasse") speelde Rogers tot 2007 bij het Hilversums Schaakgenootschap, in de Tsjechische schaakbond speelde hij van 1994 tot 1999 voor TJ Bohemians Prag. In 2004 en 2005 won hij de Belgische bondscompetitie met KSK 47 Eynatten, in de Spaanse competitie speelde hij in 1996 en 1998 voor EM El Olivar Zaragoza. In 1994 speelde Rogers in de European Club Cup met Panfox Breda.

## Persoonlijk leven
Voordat hij professioneel schaker werd, behaalde Rogers een Bachelor of Science-graad in Meteorologie aan de Universiteit van Melbourne. Halverwege de jaren 80 verhuisde hij naar Nederland.
Hij is gehuwd met Cathy Rogers, zelf een Internationaal Arbiter, vrouwelijke FIDE Meester (WFM), en een advocate.
Hij is een verre neef van de Australische cricket-speler Chris Rogers.

## Boeken
- Ian Rogers (1981). Australian Chess – Into the Eighties. Sun Books. ISBN 0-72510-384-1.
- Ian Rogers, Cathy Rogers (foto's) (1996). Australia at the Yerevan Chess Olympiad. Australian Chess Enterprises.